# Пойдеменко Олексій Костянтинович
Олексій Костянтинович Пойдеменко (1 квітня 1915, місто Полтава, тепер Полтавської області — ?) — український радянський діяч, новатор виробництва, слюсар-лекальник Полтавського турбомеханічного заводу Полтавської області. Депутат Верховної Ради УРСР 5-го скликання.

## Біографія
Закінчив школу фабрично-заводського навчання при Полтавському термомеханічному заводі «Метал».
З 1930-х років — слюсар інструментального цеху Полтавського термомеханічного заводу «Метал».
Член ВКП(б) з 1939 року.
З 1941 року — доброволець у лавах Червоної (Радянської) армії, учасник німецько-радянської війни. Служив кулеметник бронепоїзду «Маршал Будьонний», командиром кулеметного відділення 8-го окремого дивізіону бронепоїздів 58-ї армії. Відзначився у боях під Кременчуком, Красноградом, Родаковим, Ворошиловградом.
Після демобілізації, з 1945 року — слюсар-лекальник інструментального цеху Полтавського машинобудівного (турбомеханічного) заводу Полтавської області. Ударник комуністичної праці.
Потім — на пенсії в місті Полтаві.

## Звання
- старший сержант

## Нагороди
- орден Трудового Червоного Прапора (23.01.1948)
- орден Вітчизняної війни ІІ ст. (6.04.1985)
- ордени
- медаль «За відвагу» (22.09.1943)
- медаль «За оборону Кавказу» (1945)
- медаль «За перемогу над Німеччиною у Великій Вітчизняній війні 1941—1945 рр.» (1945)
- медалі